# Mizuho (ville)
Pour les articles homonymes, voir Mizuho.
Mizuho (瑞穂市, Mizuho-shi) est une ville située dans la préfecture de Gifu, au Japon.

## Géographie

### Localisation
Mizuho est située dans le sud-ouest de la préfecture de Gifu. Elle est bordée par le fleuve Ibi à l'ouest et la rivière Nagara à l'est.

### Démographie
En décembre 2019, la population de la ville de Mizuho était de 55 041 habitants répartis sur une superficie de 28,19 km2.

## Histoire
La ville a été établie le 1er mai 2003, par la fusion des villes de Hodzumi et de Sunami.

## Transports
Mizuho est desservie par la ligne principale Tōkaidō de la JR Central et la ligne Tarumi de la Tarumi Railway.

## Symboles municipaux
Les symboles municipaux sont le sakura et l'hortensia.

## Personnalités liées à la ville
- Yasushi Nawa (1857-1926), entomologiste
- Hiroyuki Hirayama (né en 1977), acteur